# Karlheinz Klotz
Karlheinz Klotz (Karlsruhe, 10 marzo 1950) è un ex velocista tedesco, attivo negli anni settanta.

## Palmarès
| Anno | Manifestazione | Sede              | Evento  | Risultato | Prestazione | Note |
| ---- | -------------- | ----------------- | ------- | --------- | ----------- | ---- |
| 1972 | Olimpiadi      | Monaco di Baviera | 4×100 m | Bronzo    | 39"17       |      |